# Die Tochter des Vercingetorix
Die Tochter des Vercingetorix (französischer Originaltitel: La Fille de Vercingétorix) ist der 38. Band der Asterix-Reihe, der am 24. Oktober 2019 erschienen ist. Wie schon bei den drei Bänden zuvor war Jean-Yves Ferri der Autor und Didier Conrad der Zeichner. Der Titel des Bandes wurde am 10. April 2019 im Parc Astérix bei Paris bekanntgegeben. Die Ausgabe erschien zum 60. Geburtstag des Titelhelden bzw. zum 30. Geburtstag des Freizeitparks.

## Handlung
Asterix und Obelix, die Helden der Reihe, treffen auf Adrenaline, die Tochter des Gallier-Fürsten Vercingetorix, die in Begleitung zweier Arverner-Häuptlinge im Dorf auftaucht; alle drei befinden sich auf der Flucht vor den Römern. Adrenaline soll eine Zeitlang im Dorf verbleiben. Die Teenagerin ist wenig angepasst, rebellisch und zeigt dies durch ihre engen Hosen, die schwarze Kleidung und ihren roten Zopf. Von Beginn an, und dann immer wieder, wird vor ihrer kritischsten Eigenschaft gewarnt – sie haut gerne ab. Schnell lernt Adrenaline die Dorfjugend kennen, den Sohn des Schmieds, Selfix, und den Sohn des Fischhändlers, Aspix, mit dessen kleinem Bruder Surimix.
Neben der Rahmenhandlung (Caesar will Adrenalines Halsring – als Symbol des gallischen Widerstands – und das Mädchen selbst in seine Gewalt bringen, wobei ihm Miesetrix, ein abtrünniger Gallier, als Spion behilflich sein soll) kommt es zu weiteren Handlungssträngen, von denen einer das Erwachsenwerden behandelt. Es geht um die Kritik an der Gesellschaft, dem Wildschwein-Hinkelstein-Zaubertrank-System, und die Berufswahl, wobei sich vor allem der Fischhändler Verleihnix und der Schmied Automatix regelmäßig in die Haare kriegen, wessen Sohn nun beim Vater die anständigere Ausbildung erhält.
Adrenalines Traum ist es, mit Waisenkindern auf die sagenumwobene Insel Thule zu entfliehen, um dort den Kindern und sich selbst ein erfülltes Leben zu ermöglichen. Nachdem sie mit Hilfe der anderen Jugendlichen aus dem Dorf fliehen kann, gelangt sie auf das Piratenschiff, wird aber dort von Miesetrix aufgespürt. Die Gallier starten unterdessen eine groß angelegte Rettungsaktion. Aspix und Selfix werden dabei in die Pflicht genommen und können sich beweisen, weil man ihnen Verantwortung überträgt. Der Showdown findet auf offener See statt, zunächst auf dem Piratenschiff, dann auf einer römischen Galeere, wo der Kapitän seinen hochbegabten und hyperaktiven gotischen Adoptivsohn Ludwikamadeus als Trommler in der Mannschaft untergebracht hat und letztlich die Höhen und Tiefen der Vaterschaft mit ihm erlebt.
Bei der Rettung Adrenalines geht deren Halsring – ein Geschenk ihres Vaters Vercingetorix – im Meer verloren. Miesetrix entkommt und schwimmt mit dem festen Vorsatz, den Ring vom Meeresgrund zu holen, in Richtung Land, aber eine plötzlich auftauchende Haiflosse lässt daran zweifeln, dass er dieses Ziel erreicht. Das Piratenschiff sinkt, so wie das schon immer der Fall war. Adrenaline geht ihren Weg und bricht auf dem Schiff und in Begleitung von Letitbix, der einige Zeilen von Imagine von John Lennon zitiert, zur Insel ihrer Träume auf, wobei angedeutet wird, dass sie (mit unterwegs wohl aufgenommenen Kindern) statt nördlich nach Thule durch Winde südwärts auf eine tropische Insel geleitet werden.
Der Verlust von Adrenaline lässt denn auch einen der beiden sie bewachenden Arvernerhäuptlinge in Tränen die Fassung verlieren, die sich während der Zeit ihrer Aufsicht über Adrenaline immer mehr an Vaterstatt für das Mädchen gesehen hatten. Vor Schluss der Geschichte entdecken Aspix und Selfix ihre wahre berufliche Neigung, und so wird wohl der Sohn des Schmieds beim Fischhändler die Lehre antreten und umgekehrt. Das Erkennungswort und der Wahlspruch der Helden „Stark wie der Auerochse! Diskret wie der Maulwurf!“ charakterisiert nicht nur Adrenaline und die Kraft der Jugend, sondern wird auch zum didaktisch-pädagogischen Motto dieser Geschichte um die Adoleszenz, beginnende Liebe und natürlich die Freundschaft. Der Druide Miraculix bestätigt gegenüber Asterix, dass Adrenaline das Vermächtnis ihres Vaters, nämlich Widerstand zu leisten und frei zu bleiben, durchaus umsetze, wenn auch auf ihre Weise.
Am Festmahl schmieden die arvernischen Häuptlinge Pläne zur Rückeroberung Galliens, aber „was zum Schluss einzig zählt, ist das Glück unserer Kinder“. Und der Wendelring des Vercingetorix' ruht auf dem Grunde des Meeres.

## Besonderes
Im Band Asterix auf Korsika prügeln sich die Söhne von Automatix und Verleihnix wie ihre Väter, in diesem Band sind sie dicke Freunde.

## Veröffentlichung
Die erste Auflage in deutscher Sprache erschien bei Egmont Ehapa Media mit 1,6 Millionen Exemplaren. Übersetzer ist Klaus Jöken. Die Gesamtauflage in über 20 Sprachen betrug etwa fünf Millionen Exemplare.

## Rezeption
Martina Knoben stellt in der Süddeutschen Zeitung fest, dass „die wildschweinfressenden alten Männer“ in diesem Comic vor dem Hintergrund der Titelheldin Adrenaline (die Ähnlichkeiten mit Greta Thunberg aufweise) und der anderen Jugendlichen „mehr denn je wie Hinterwäldler wirken“. „Klug und komisch“ ist für die Rezensentin, „wie Ferri und Conrad im Clash der Generationen die alten Helden liebevoll ironisch kommentieren“. Zeichnerisch sei das Album ein „Genuss“, und auch die Übersetzung finde „einen guten Ton“. Die Story sei „zweitrangig“. Das Grundproblem sei allerdings, dass sich die moderne Welt, die sich in der Figur Adrenalines spiegle, „nicht wirklich ins Asterix-Universum integrieren“ lasse, ohne den Klassiker zu zerstören, daher würden auch die Möglichkeiten zur Satire, die in dem Stoff steckten, im Lauf der Geschichte „fast völlig verläppern“.
Die Frankfurter Rundschau schrieb, als Fan müsse man „einfach tiefen Respekt zollen“, was die Zeichnungen (Hauptfiguren oder Gruppenszenen) angehe. Auch das Recyceln namenloser Nebenfiguren aus alten Bänden in neuen Rollen erleichtere den Fans der Klassiker aus den 1960er und 1970er Jahren die Umgewöhnung. Schmerzlich fehle die „geniale Anarchie“, für die bis zu seinem Tod 1977 der Texter René Goscinny verantwortlich gewesen sei. Dennoch könne sich der aktuelle Band „mit einigen Klassikern der Reihe messen“.
Laut Rupert Huber (Augsburger Allgemeine) hat es „wirklich Witz“, wie Ferri und Conrad die Dorfjugend in die Geschichte einbauen. Dennoch erschwere „die Häufung des Averner [sic!]-Dialekts“ das Lese-Vergnügen.
Für Kathrin Hondl (SWR) ist der neue Band „ein würdiges Jubiläumsalbum, der Tradition verpflichtet, witzig und anspielungsreich“. Für ein rebellisches Mädchen sei die Zeit wirklich reif gewesen.
In der Zeit freut sich Nina Pauer, dass Eltern nun weniger schlechte Gefühle mehr haben müssten, wenn sie Kindern Asterix-Comics vorlesen: Die Zeit, in der sämtliche darin auftretenden weiblichen Figuren als „dünn, kauf- und streitsüchtig, hysterisch und beschützenswert“ dargestellt würden, seien vorbei. Zwar gehe es, entgegen ihrem ersten Eindruck, nicht um Feminismus oder Klimapolitik, sondern in der Hauptseite um Pubertät, doch dass Adrenaline am Schluss ungehindert auf eine utopische Insel ziehe, sei ein Fortschritt: „Die Grobiane lassen sie ziehen“.
Timur Vermes bemängelt im Spiegel eine „hanebüchen geklaute Story“ und auch weitere Gags bezeichnet er als aus Vorgängerbänden „zurechtgeklaut“. Er kritisiert die „Neuheit“, dass der Schurke Miesetrix „die Motivation für sein Schurkentum bierernst“ diskutiere, und sieht auch zeichnerische Defizite beispielsweise in Mimik und Actionszenen. Mit Asterix (der nur auf 120 von rund 350 Panels auftauche) habe „das nichts mehr zu tun“.